# Doba (Costa d'Avorio)
Doba è una città e sottoprefettura della Costa d'Avorio appartenente al  dipartimento di San-Pédro. Conta una popolazione di 123 530 abitanti (censimento 2014).